# Бокс на летней Спартакиаде народов СССР 1967
Соревнования по боксу в рамках IV летней Спартакиады народов СССР проходили с 28 июля по 4 августа 1967 года в Москве. Этот турнир также имел статус 33-го чемпионата СССР по боксу.

## Медалисты
| Весовая категория                   | Золото                                                | Серебро                                                | Бронза                                                                        |
| ----------------------------------- | ----------------------------------------------------- | ------------------------------------------------------ | ----------------------------------------------------------------------------- |
| Первый наилегчайший вес (до 48 кг)  | Анатолий Семёнов «Буревестник» (Саратов)              | Виктор Запорожец «Динамо» (Николаев)                   | Николай Лодин «Спартак» (Фрунзе) Ж. Овсепян «Динамо» (Ереван)                 |
| Второй наилегчайший вес (до 51 кг)  | Николай Новиков Вооружённые силы (Московская область) | Иван Вяльченков «Динамо» (Минск)                       | И. Морозов «Жальгирис» (Вильнюс) Владимир Ларионов Вооружённые силы (Иркутск) |
| Легчайший вес (до 54 кг)            | Олег Григорьев Вооружённые силы (Москва)              | Борис Ниязов Вооружённые силы (Ташкент)                | Владимир Гаранин «Динамо» (Ленинград) Виталий Бендаловский «Динамо» (Одесса)  |
| Полулёгкий вес (до 57 кг)           | Валерий Плотников «Буревестник» (Москва)              | Александр Шашков Вооружённые силы (Московская область) | Семён Трестин «Динамо» (Одесса) Николай Хромов «Трудовые резервы» (Ташкент)   |
| Лёгкий вес (до 60 кг)               | Валерий Белоусов Вооружённые силы (Краснодар)         | Геннадий Какошкин Вооружённые силы (Ленинград)         | Игорь Азизбаев Вооружённые силы (Киев) В. Кудряков «Динамо» (Душанбе)         |
| Первый полусредний вес (до 63,5 кг) | Евгений Фролов «Трудовые резервы» (Москва)            | Юрий Поляков «Динамо» (Ленинград)                      | В. Баранов «Динамо» (Узбекистан) Алексей Дементьев «Трудовые резервы» (РСФСР) |
| Второй полусредний вес (до 67 кг)   | Владимир Мусалимов Вооружённые силы (Киев)            | Борис Курочкин Вооружённые силы (Москва)               | В. Привалов «Спартак» (РСФСР) Ричардас Тамулис «Жальгирис» (Каунас)           |
| Первый средний вес (до 71 кг)       | Виктор Агеев Вооружённые силы (Московская область)    | Виестур Тераудс Вооружённые силы (Латвия)              | Тигран Бегоян «Буревестник» (Армения) Борис Русак «Динамо» (Белоруссия)       |
| Второй средний вес (до 75 кг)       | Стасис Струмскис Вооружённые силы (Калининград)       | Игорь Евстигнеев «Буревестник» (Москва)                | Леонид Пивоваров «Динамо» (Ленинград) Анис Муртазин «Динамо» (Таллин)         |
| Полутяжёлый вес (до 81 кг)          | Дан Позняк Вооружённые силы (Вильнюс)                 | Алексей Киселёв Вооружённые силы (Московская область)  | Виктор Минаков «Динамо» (Алма-Ата) А. Ткаченко Вооружённые силы (Белоруссия)  |
| Тяжёлый вес (свыше 81 кг)           | Александр Изосимов Вооружённые силы (Краснодар)       | Вадим Емельянов Вооружённые силы (Ленинград)           | Абдысалан Нурмаханов «Буревестник» (Алма-Ата) В. Горюнов «Динамо» (Рига)      |